# NGC 2949-1
NGC 2949-1 is een lensvormig sterrenstelsel in het sterrenbeeld Leeuw. Het hemelobject werd op 1 april 1864 ontdekt door de Duitse astronoom Albert Marth. Het bevindt zich in de buurt van NGC 2949-2.

## Synoniemen
- ZWG 92.25
- PGC 27579